# Сковородецький заказник
Сковороде́цький заказник — колишній лісовий заказник в Сковородецькому лісництві на Хмельниччині. Був оголошений рішенням Хмельницького Облвиконкому № 7 від 25.10.1992 року.

## Опис
Площа 55,8 га.

## Скасування
Рішенням сесії Хмельницької обласної ради народних депутатів № 7 від 28.10.1994 року пам'ятка була скасована. 
Скасування статусу відбулось по причині розширення площі та створення на базі старого нової комплексної пам'ятки природи «Сковородецькі краєвиди».